# 谢僧韶
谢僧韶（？—？），陈郡阳夏人，谢尚的次女，谢僧要的妹妹。谢僧韶嫁给了殷歆，生子殷顗。